# Brooktrails
Brooktrails est une census-designated place du comté de Mendocino, dans l'État de Californie, aux États-Unis,. En 2020, elle compte une population de 3 632 habitants.